# Cornuanandrus
Genre
Cornuanandrus est un  genre fossile d'araignées aranéomorphes de la famille des Synotaxidae.

## Distribution
Les espèces de ce genre ont été découvertes en Russie dans de l'ambre de la mer Baltique et en Allemagne en Saxe-Anhalt dans de l'ambre de Bitterfeld. Elles datent du Paléogène.

## Liste des espèces
Selon World Spider Catalog (version 20.5, 2020) :
- † Cornuanandrus bifurcatus Wunderlich, 2004
- † Cornuanandrus bitterfeldensis Wunderlich, 2004
- † Cornuanandrus corniculans Wunderlich, 2004
- † Cornuanandrus maior Wunderlich, 1986
- † Cornuanandrus minor Wunderlich, 2004

## Systématique et taxinomie
Ce genre a été décrit par Wunderlich en 1986. Il est placé dans les Synotaxidae par Wunderlich en 2004.

## Publication originale
- Wunderlich, 1986 : Spinnenfauna gestern und heute. Fossile Spinnen in Bernstein und ihre heute lebenden Verwandten. Wiesbaden, Erich Bauer Verlag bei Quelle und Meyer, p. 1-283.